# 雷恩斯 (喬治亞州)
雷恩斯（英語：Wrens）是一個位於美國喬治亞州傑佛遜縣的城市。

## 地理
雷恩斯的座標為33°12′29″N 82°23′15″W / 33.20806°N 82.38750°W，而該地的平均海拔高度為124米（即407英尺）。

## 人口
根據2010年美國人口普查的數據，雷恩斯的面積為7.90平方千米，當中陸地面積為7.90平方千米，而水域面積為0.00平方千米。當地共有人口2187人，而人口密度為每平方千米276.84人。